# Bannangadi, Pandavapura
Bannangadi là một làng thuộc tehsil Pandavapura, huyện Mandya, bang Karnataka, Ấn Độ.